# Coelestin IV.
Coelestin IV., eigentlich Goffredo di Castiglione, (* im 12. Jahrhundert in Mailand; † 10. November 1241 in Rom) war im Jahr 1241 für 17 Tage Papst. Der Neffe von Urban III. wurde am 25. Oktober 1241 als Nachfolger des in hohem Alter verstorbenen Gregor IX. gewählt.

## Leben
Coelestin stammte aus Mailand, wo er von 1223 bis 1226 Kanzler des Erzbistums war. Seit dem 18. September 1227 war er Kardinalpriester von San Marco in Rom und seit 1238 Kardinalbischof von Sabina.
Coelestin IV. war der erste Papst, der in einem Konklave der Kardinäle gewählt wurde. Der römische Senator Matteo Rosso Orsini ließ die Kardinäle in einem Kloster namens Septasolium festsetzen. In mittelalterlichen und modernen Erzählungen wurde das Wort in Septizodium korrumpiert.
Einer der Kardinäle starb infolge der unerträglichen Hitze und der katastrophalen hygienischen Umstände. Dennoch konnten sich die Kardinäle erst nach längerer Zeit auf den greisen Kardinal Goffredo Castiglione einigen.
Seine Wahl zum Papst erfolgte auf Betreiben derjenigen Kardinäle, die auf eine Versöhnung der Kirche mit Kaiser Friedrich II. hinwirkten, der mit Gregor IX. hoffnungslos verfeindet gewesen war.
Coelestin IV. starb geschwächt durch das Konklave nach 17 Tagen, noch bevor er gekrönt werden konnte, am 10. November 1241. Sein Nachfolger wurde nach zweijähriger Sedisvakanz Papst Innozenz IV., was zugleich das Ende der Versöhnungspolitik zwischen Reich und Kurie bedeutete.